# Metachrostis brunnea
Metachrostis brunnea là một loài bướm đêm trong họ Erebidae.